# Eneva
Eneva (anteriormente MPX) é uma empresa brasileira integrada de energia que atua nos setores de geração, exploração e produção de petróleo e gás natural e comercialização de energia elétrica.
Sob o nome de MPX Energia, entrou em operação em 2001 e sua oferta pública inicial (IPO) foi realizada em 14 de dezembro de 2007.

## História

### Antecedentes
Em 2001, foi criada a MPX Energia, para a construção da Usina Termelétrica Termoceará, no âmbito do PPT – Plano Prioritário de Termeletricidade, lançado pelo Governo Federal durante a crise do “apagão”. Em 2005, a Petrobras adquiriu a usina da MPX por US$ 137 milhões.
A abertura de capital da MPX na Bolsa de Valores de São Paulo se deu em 12 de dezembro de 2007, no qual a IPO movimentou R$ 1,92 bilhões, com projetos de geração térmica no Ceará e no Maranhão.
Em setembro de 2009, é constituída a OGX Maranhão (66,7% OGX e 33,3% MPX) para permitir o abastecimento do Complexo Termelétrico Parnaíba por meio da exploração de gás natural na bacia do Parnaíba. A OGX, braço de petróleo e gás natural do grupo EBX, anunciou a compra de 70% de participação em sete blocos terrestres pertencentes à Petra Energia, que permaneceu com 30%.
As atividades de perfuração tiveram início no dia 5 de julho de 2010. Em 12 agosto de 2010, a companhia OGX anunciou a descoberta de reservas de gás natural no poço 1-OGX-16-MA, no bloco PN-T-68. Foi feita nova descoberta no poço OGX-16 em 02 de setembro e em 17 e 26 de novembro foram feitas descobertas no poço OGX-22.
Em setembro de 2011, a OGX Maranhão adquiriu 50% de participação no bloco exploratório terrestre PN-T-102 na bacia do Parnaíba, detida pelas companhias Imetame Energia, DELP Engenharia Mecânica e Orteng Equipamentos e Sistemas.
Em 25 de maio de 2012, ocorre a cisão da MPX, com a criação da CCX, para mineração de carvão mineral na Colômbia.
Em setembro de 2012, a OGX Maranhão obtém Licença de Operação (LO) para início da produção na Bacia do Parnaíba nos Campos Gavião Azul e Gavião Real, o qual foi o primeiro a operar. A produção comercial de gás iniciou-se em janeiro de 2013.
Em 19 de janeiro de 2013, a MPX informou que Parnaíba I começou a fornecer energia ao Sistema Interligado Nacional (SIN), em caráter de testes, com a operação de sua primeira turbina, e recebeu sua autorização comercial em 1º de fevereiro de 2013. No dia 8 de fevereiro, a segunda turbina entrou em operação. No dia 16 de março, entrou em operação a terceira e, em 5 de abril, a quarta turbina.

### Eneva
A Eneva é fruto da fusão da MPX Energia e OGX Maranhão, ambas sociedades que pertenciam ao Grupo EBX, do bilionário Eike Batista. Em 2014, a MPX teve o controle vendido ao grupo alemão de energia E.ON e mudou de nome para Eneva. No mesmo ano, o Fundo de Investimento Cambuhy, ligado a família Moreira Salles, sócia do Banco Itaú, assumiu o controle da OGX Maranhão, que mudou de nome para Parnaíba Gás Natural (PGN).
Em 2016, as duas empresas, Eneva e Parnaíba Gás Natural, fundiram-se, mantendo o nome Eneva. A empresa resultante retira do solo o gás que é usado como combustível nas usinas termelétricas, fechando a cadeia. A solução ajuda a dar destino ao gás encontrado nos rincões do país, onde gasodutos são escassos, mas existe a rede de transmissão de energia elétrica. “É um modelo visionário pensado pelo Eike. O problema foi ter vendido um sonho sem um plano de execução”, afirma Zinner.
As atividades da Eneva de exploração e produção de petróleo e gás natural estão concentradas em bacias sedimentares terrestres brasileiras, com concessões no Estado do Maranhão (Bacia do Parnaíba, Parque dos Gaviões) e no Estado do Amazonas (Bacia do Amazonas, Campo de Azulão). De acordo com dados da Agência Nacional do Petróleo, Gás Natural e Biocombustíveis (ANP), as operações da Eneva representam 38% da produção de gás natural disponível em terra do Brasil em 2017, o que a torna a maior operadora privada de gás natural.
Na geração de energia elétrica a gás natural, o Complexo Termelétrico Parnaíba, localizado no município maranhense de Santo Antônio dos Lopes, possui 1,9 GW de capacidade instalada, sendo 1,4 GW já operacionais. De acordo com dados da Agência Nacional de Energia Elétrica (ANEEL), as usinas da Eneva representam 11% da capacidade instalada a gás natural do Brasil, tornando-a a maior empresa privada em termos de potência termelétrica.
No Leilão de Energia Nova "A-6", de 2018, a Eneva sagrou-se vencedora com o projeto de fechamento de ciclo térmico UTE Parnaíba 5A e 5B, a ser localizado no Complexo, que representou a única contratação de projeto a gás natural do Brasil em Leilões de Energia Nova no ano de 2018. O novo projeto deverá garantir aumento de eficiência energética do parque.
Em maio de 2019, a Eneva sagrou-se vencedora no "Leilão para Suprimento a Boa Vista e Localidades Conectadas" com a Solução de Suprimento a gás natural Jaguatirica II, que deverá suprir o Estado de Roraima com energia elétrica a partir da substituição do diesel por hidrocarboneto extraído do Campo de Azulão, localizado na Bacia do Amazonas. Trata-se do primeiro projeto a gás natural daquela Unidade Federativa. O investimento previsto nos Estados do Amazonas e de Roraima é de R$ 1,8 bilhão, montante equivalente a cerca de 20% do Produto Interno Bruto (PIB) do Estado de Roraima. A redução de custos de geração proporcionada pela Solução de Suprimento Jaguatirica II é na ordem de 35%.
Em março de 2022, a Eneva conclui a aquisição da Focus Energia,  possibilitou se consolidar no mercado de energia renovável, com a Usina Solar Futura I. No mesmo ano, também adquire a Central Geradora Termelétrica Fortaleza e a UTE Porto de Sergipe I, além de inaugurar a UTE Jaguatirica II.

## Controle acionário
Atualmente, os maiores acionistas da empresa são BTG Pactual (22,02%), Cambuhy Investimentos (19,73%), Dynamo (10,06%), Atmos Capital (5,10%) e Partners Alpha (5,05%). Demais acionistas permanecem com posições pulverizadas no mercado em regime free float.

## Negócios

### Geração de energia
A capacidade total instalada da Eneva atingiu 5,3 GWh ao final de 2022. A energia gerada pela empresa foi de 5.373 GWh em 2022. Entre os empreendimentos do grupo estãoː
- Complexo Termelétrico Parnaíba (gás natural)ː 1,8 GW
- Usina Termelétrica Porto de Sergipe I (gás natural)ː 1,6 GW
- Central Geradora Termelétrica Fortaleza (gás natural)ː 327 MW
- Usina Termelétrica Jaguatirica II (gás natural)ː 141 MW
- Usina Termelétrica Porto do Itaqui (carvão mineral)ː 360 MW
- Usina Termelétrica do Pecém II (carvão mineral)ː 365 MW
- Complexo Solar Futura (energia solar)ː 671 MW
- Usina Tauá (energia solar)ː 1 MW[34]

### Exploração e produção
A Eneva possui uma área total sob concessão superior a 60 mil km² nas bacias do Parnaíba (MA), Amazonas (AM), Solimões (AM) e Paraná (MS/GO).
A companhia tem doze campos declarados comerciais: sete deles em produção (Gavião Real, Gavião Vermelho, Gavião Branco, Gavião Caboclo, Gavião Azul e Gavião Preto na Bacia do Parnaíba; e o Campo de Azulão, na bacia do Amazonas) e seis em desenvolvimentoː Gavião Branco Norte, Gavião Tesoura, Gavião Carijó, Gavião Belo e Gavião Mateiro, localizados no Maranhão, e destinados ao Complexo Termelétrico Parnaíba.

### Logística
A GNL Brasil é uma empresa especializada em soluções logísticas, sendo resultado de uma joint venture entre Eneva (51%) e Virtu GNL (49%). A subsidiária oferece soluções integradas de logística que incluem o transporte de gás natural liquefeito em carretas criogênicas, a estocagem e a regasificação. Com a expertise adquirida ano projeto Azulão-Jaguatirica, a empresa tem planos de expansão no Maranhão.